# Красноармейская волость (Себежский район)

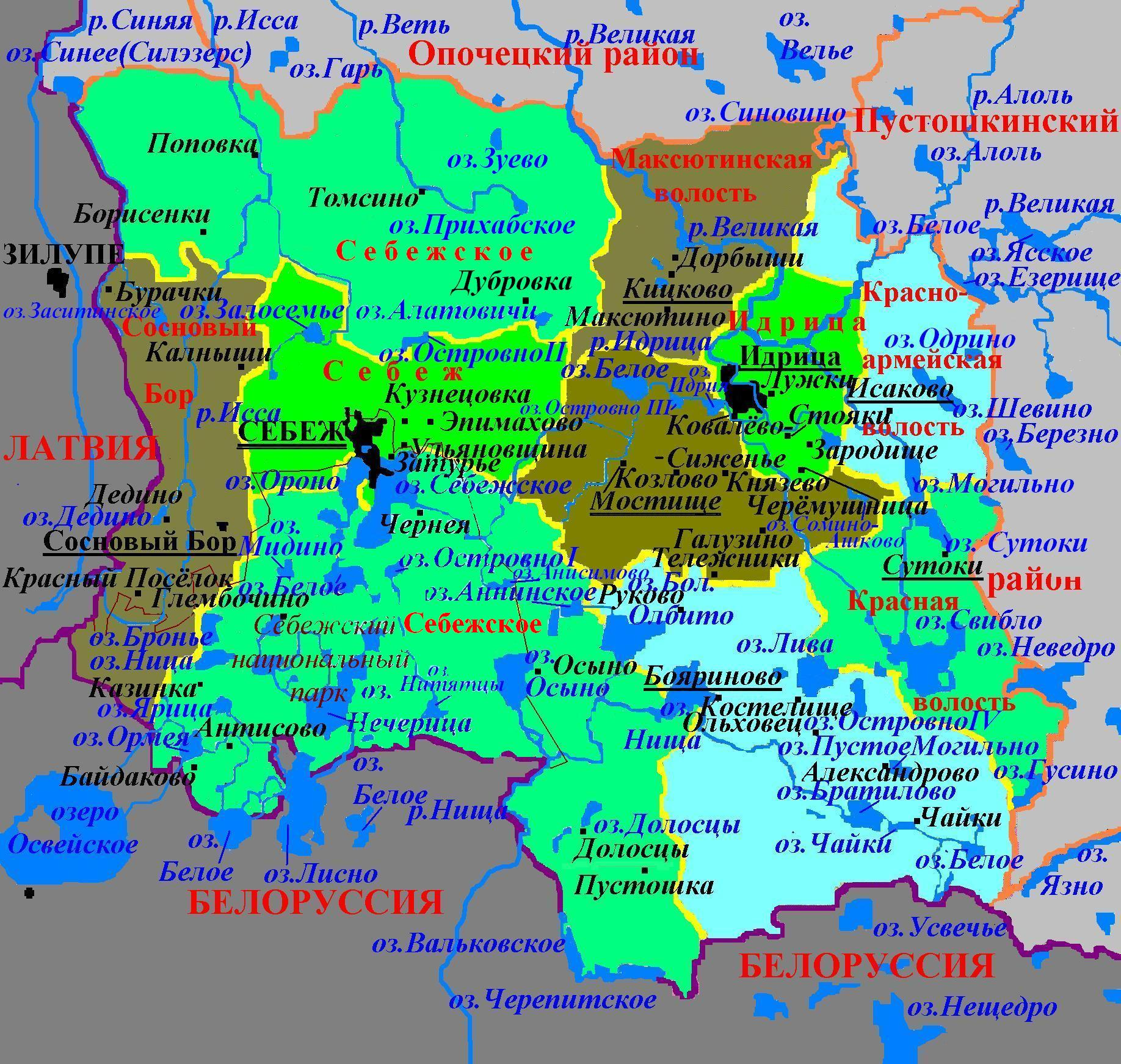
Административное деление Себежского района в 2011—2015 гг.

Красноармейская волость — административно-территориальная единица 3-го уровня и муниципальное образование со статусом сельского поселения в Себежском районе Псковской области России.
Административный центр — деревня Исаково.

## География
Территория волости граничит на западе с городским поселением Идрица Себежского района, на востоке — с Пустошкинским районом Псковской области.
На территории волости расположены озёра: Шевино (3,5 км², глубиной до 10 м), Могильно (3,1 км², глубиной до 7,4 м), Одрино (0,5 км², глубиной до 3,9 м) и др.

## Население
| 2002 | 2010 | 2012 | 2013 | 2014 | 2015 | 2016 |
| ---- | ---- | ---- | ---- | ---- | ---- | ---- |
| 525  | ↘349 | ↘330 | ↘323 | ↘318 | ↘317 | ↘315 |
| 2017 | 2018 | 2019 | 2020 | 2021 |      |      |
| ↗323 | ↘315 | ↘297 | ↗304 | ↗378 |      |      |

## Населённые пункты
В состав Красноармейской волости входит 24 деревни:
| №  | Населённый пункт | Тип     | Население |
| -- | ---------------- | ------- | --------- |
| 1  | Болбуки          | деревня | ↘19       |
| 2  | Болотники        | деревня | →0        |
| 3  | Горка            | деревня | ↘3        |
| 4  | Демихово         | деревня | ↘17       |
| 5  | Долгарево        | деревня | →0        |
| 6  | Дорожково        | деревня | ↘8        |
| 7  | Емельянцево      | деревня | ↘1        |
| 8  | Залесье          | деревня | ↘11       |
| 9  | Зашевенье        | деревня | ↘1        |
| 10 | Ильичино         | деревня | ↘1        |
| 11 | Исаково          | деревня | ↘175      |
| 12 | Малахи           | деревня | ↘4        |
| 13 | Микулино         | деревня | ↘2        |
| 14 | Могильно         | деревня | ↘0        |
| 15 | Ольшаник         | деревня | →3        |
| 16 | Полозово         | деревня | ↘11       |
| 17 | Савкино          | деревня | →7        |
| 18 | Толкачево        | деревня | ↘23       |
| 19 | Ханево           | деревня | ↗36       |
| 20 | Человница        | деревня | →0        |
| 21 | Черепово         | деревня | ↘0        |
| 22 | Чёрный Ручей     | деревня | ↘0        |
| 23 | Шевино           | деревня | ↘25       |
| 24 | Яловки           | деревня | ↘0        |

## История
Постановлением Псковского областного Собрания депутатов от 26 января 1995 года все сельсоветы в Псковской области были переименованы в волости, в том числе Красноармейский сельсовет был превращён в Красноармейскую волость.
Законом Псковской области от 28 февраля 2005 года в границах волости было также создано муниципальное образование Красноармейская волость со статусом сельского поселения с 1 января 2006 года в составе муниципального образования Себежский район со статусом муниципального района.